# 尧德中
尧德中（1965年8月—）是一位中国地球物理学家。中国民主促进会会员。中华人民共和国政治人物、第十三届全国人民代表大会四川地区代表。

## 生平
1965年8月出生于重庆南川，1985年获得西南师范大学学士学位，1988年7月获得浙江农业大学硕士学位，1991年7月获得成都地质学院博士学位。1991年在电子科技大学担任博士后，1993年升任副教授，1995年升任教授，2001年担任学院院长。2018年2月24日，当选为第十三届全国人大代表。

## 荣誉
2017年被选为美国医学与生物工程院院士。